# Кетчикан (аэропорт)
Международный аэропорт Кетчикан (англ. Ketchikan International Airport), (ИАТА: KTN, ИКАО: PAKT, FAA LID: KTN) — государственный гражданский аэропорт, расположенный в двух километрах к западу от центрального района города Кетчикан, остров Ревильяхихедо, архипелаг Александра, Юго-Восточная Аляска, США.
Аэропорт находится на острове Гравина, по другую сторону перешейка Тонгасс от города Кетчикан. Между городом и аэропортом курсирует паром, время в пути на котором составляет около семи минут.

## Операционная деятельность
Международный аэропорт Кетчикан расположен на высоте 27 метров над уровнем моря, занимает территорию площадь в 1052 гектара и эксплуатирут две взлётно-посадочные полосы:
- 11/29 размерами 2286 х 46 метров с асфальтовым покрытием;
- NWW/SEW размерами 2896 x 457 метров для обслуживания гидросамолётов.

За период с 1 января 2006 года по 1 января 2007 года Международный аэропорт Кетчикан обработал 16 208 операций взлётов и посадок самолётов (в среднем 44 операции ежедневно), из них 60 % составили рейсы аэротакси, 33 % рейсов пришлись на регулярные коммерческие рейсы, 6 % составили рейсы авиации общего назначения и около 1 % — рейсы военной авиации. Аэропорт использовался в качестве базы для 13 воздушных судов, из них 77 % — одномоторные самолёты, 8 % — многомоторные и 15 % — вертолёты.

## Планирование наземного сообщения
Между Кетчиканом и его аэропортом в настоящее время нет наземного транспорта. В начале 2000-х годов на рассмотрение правительства страны был предложен проект по строительству моста между аэропортом и пригородной чертой Кетчикана, который сразу же получил неофициальное название «Мост в никуда» (англ. Bridge to Nowhere). Общая смета строительства составила около 398 миллионов долларов США. В 2007 году после длительной процедуры рассмотрения проекта федеральное правительство страны решило отказаться от первоначальных планов и перевело финансирование с целевой программы строительства моста в бюджет штата Аляска для расходования по собственному усмотрению штата.

## Авиакомпании и пункты назначения

### Чартерные и экскурсионные
- Family Air Tours
- Misty Fjords Air
- Pacific Airways
- SeaWind Aviation
- Southeast Aviation

## Авиапроисшествия и несчастные случаи
- 5 апреля 1976 года, самолёт Boeing 727-81 (регистрационный N124AS), следовавший рейсом 60 из Джуно в Кетчикан, при совершении посадки в аэропорту назначения вышел за пределы взлётно-посадочной полосы. КВС принял неверное (поскольку заход на посадку шёл в штатном режиме) решение уйти на второй круг, что привело к приземлению лайнера за контрольной точкой ВПП со скоростью, превышающей максимально допустимую при посадке лайнера B-727. Один пассажир скончался от сердечного приступа, остальные 53 находившиеся на борту самолёта остались живы[7].